# Troppi in famiglia
Troppi in famiglia (Something So Right) è una serie televisiva statunitense in 37 episodi trasmessi per la prima volta nel corso di 2 stagioni dal 1996 al 1998.
È una sitcom incentrata sulla vita familiare di Carly Davis, una due volte divorziata organizzatrice di party aziendali, e del suo nuovo sposo, Jack Farrell, un insegnante di inglese divorziato. I due hanno tre figli nati dai loro precedenti matrimoni: Nicole, figlia di Jack, e Will e Sarah, figli di Carly.

## Personaggi e interpreti
- Carly Davis (stagioni 1-2), interpretato da Mel Harris.
- Jack Farrell (stagioni 1-2), interpretato da Jere Burns.
- Nicole Farrell (stagioni 1-2), interpretata da Marnette Patterson.
- Sarah Kramer (stagioni 1-2), interpretata da Emily Ann Lloyd.
- Will Pacino (stagioni 1-2), interpretato da Billy L. Sullivan.
- Jim (stagione 1), interpretato da James Pickens Jr..
- Davis (stagioni 1-2), interpretato da Jeremy Linson.
- Sean (stagione 1), interpretato da Michael Cade.
- Heather (stagione 1), interpretata da Janelle Paradee.

## Produzione
La serie fu prodotta da Big Phone Productions e Universal TV e girata negli studios della Universal a Universal City in California. Le musiche furono composte da Bruce Miller.

### Registi
Tra i registi della serie sono accreditati:
- Max Tash in 18 episodi (1996-1998)
- James Widdoes in 10 episodi (1996-1998)
- John Rich in 3 episodi (1996-1997)
- Gerry Cohen in 3 episodi (1998)
- Tom Moore in 2 episodi (1998)

### Sceneggiatori
Tra gli sceneggiatori della serie sono accreditati:
- Jane Espenson in 4 episodi (1996-1997)
- John Peaslee in 4 episodi (1996-1997)
- Judd Pillot in 4 episodi (1996-1997)
- Bob Tischler in 4 episodi (1996-1997)
- Kevin Kelton in 3 episodi (1996-1997)
- Lisa DeBenedictis in 2 episodi (1996-1997)
- Daryl Rowland in 2 episodi (1996-1997)
- Chip Keyes
- Stu Kreisman
- Ari Posner
- Eric Preven
- Marcia Gray Rubin
- Steve Sharlet
- Tony Sheehan
- David Silverman

## Distribuzione
La serie fu trasmessa negli Stati Uniti dal 17 settembre 1996 al 7 luglio 1998 sulle reti televisiveNBC (prima stagione) e ABC (seconda stagione). In Italia è stata trasmessa dal giugno del 2002 su Canale 5 con il titolo Troppi in famiglia.
Alcune delle uscite internazionali sono state:
- negli Stati Uniti il 17 settembre 1996 (Something So Right)
- in Francia il 31 agosto 1998 (Joyeuse pagaille)
- in Svezia il 13 marzo 1999
- in Estonia (Õige valik)
- in Finlandia (Perhepotretti)
- in Spagna (Todo va sobre ruedas)
- in Italia (Troppi in famiglia)

## Episodi
| Stagione         | Episodi | Prima TV USA | Prima TV Italia |
| ---------------- | ------- | ------------ | --------------- |
| Prima stagione   | 24      | 1996-1997    |                 |
| Seconda stagione | 13      | 1998         |                 |